# Comuna Farkaševac, Zagreb
Farkaševac este o comună în cantonul Zagreb, Croația, având o populație de 1.937 de locuitori (2011).

## Demografie
Componența etnică a comunei Farkaševac
     Croați (92,98%)
     Sârbi (4,13%)
     Necunoscut (0,31%)
     Neclasificat (0,62%)
Componența confesională a comunei Farkaševac
     Catolici (91,58%)
     Ortodocși (4,39%)
     Necunoscută (3,25%)
     Alte religii (0,77%)
Conform recensământului din 2011, comuna Farkaševac avea 1.937 de locuitori. Din punct de vedere etnic, majoritatea locuitorilor (92,98%) erau croați, cu o minoritate de sârbi (4,13%). Apartenența etnică nu este cunoscută în cazul a 0,31% din locuitori. Din punct de vedere confesional, majoritatea locuitorilor (91,58%) erau catolici, cu o minoritate de ortodocși (4,39%). Pentru 3,25% din locuitori nu este cunoscută apartenența confesională.